# Lună nouă (roman)
Lună nouă este un roman despre vampiri pentru tineri, scris de autoarea Stephenie Meyer, fiind publicat pentru prima oară în SUA în 2006. Este a doua carte din seria Amurg, și vorbește despre pierderea adevăratei iubiri.

## Subiectul
Cartea ne-o prezintă pe Bella înspăimântată de împlinirea vârstei de optsprezece ani, care semnifică un an în plus față de vârsta fizică a iubitului ei, Edward. În timpul aniversării organizate pentru ea de către familia Cullen, ea se taie accidental într-o foaie de hârtie și este atacată de Jasper, fratele lui Edward, ceea ce îl face pe  acesta din urmă să se gândească în mod serios asupra pericolului permanent la care o expune. Crezând că așa este mai bine pentru ea, Edward hotărăște să se despartă de ea, și o anunță că el și familia lui se vor muta din Forks. Bella insistă să vină cu el, însă Edward îi spune că nu o mai iubește. Plecarea lui o aruncă pe Bella într-o depresie și o suferință profundă.
Câteva luni mai târziu, neștiind ce să mai facă pentru a o scoate din starea de depresie, tatăl ei, Charlie amenință că o va trimite înapoi la mama ei. Speriată de acest fapt, Bella se hotărăște să iasă împreună cu colega ei Jessica la film. Cu această ocazie, ea descoperă că poate auzi vocea lui Edward atunci când se află în situații primejdioase. Dorind cu disperare să îi audă vocea din nou, Bella decide să se pună cu bună știință în situații riscante. Ea cumpără două motociclete și i le dă prietenului ei, Jacob, rugându-l să le repare pe amândouă și apoi să o învețe să meargă pe una dintre ele. Prietenia lor se dezvoltă din ce în ce mai mult și Bella reușește să își mai revină puțin. Însă nici Jacob nu duce lipsă de secrete - el este vârcolac, dușman natural al vampirilor, care și-a jurat să protejeze oamenii de „cei reci”. Bella îi află secretul după ce e atacată de vampirul Laurent, fost tovarăș al lui James. Un grup de lupi gigantici o salvează, iar fata descoperă ulterior că și prietenul ei se numără printre aceștia. Dar problemele nu s-au încheiat o dată cu moartea lui Laurent - pe urmele Bellei se află acum Victoria, iubita lui James, care e decisă să răzbune moartea partenerului ei.
Pentru a auzi din nou vocea lui Edward, Bella sare de pe o stâncă (un sport practicat adesea de tinerii din La Push) și aproape că se îneacă, dar e salvată la timp de Jacob. În aceeași seară, Alice, sora lui Edward, se întoarce alarmată în Forks. Ea îi explică Bellei că a avut o viziune cu ea aruncându-se de pe stâncă, și că a crezut că încearcă să se sinucidă. În vremea aceasta, Edward este informat greșit de către Rosalie, cealaltă soră a sa, că Bella a murit, drept pentru care se îndreaptă spre Italia, cu intenția de a le cere vampirilor Volturi să îl ucidă. Din fericire, Alice și Bella reușesc să îl oprească la timp, însă Volturi cer ca Bella să fie transformată la rândul ei în vampir, amenințând că în mod contrar o vor ucide pentru a se asigura că secretele lor nu vor fi trădate. Cei trei sunt nevoiți să promită că Bella va deveni vampir.
La întoarcerea în Forks, Edward îi mărturisește Bellei că de fapt nu a încetat niciodată să o iubească și îi cere iertare, explicând că a crezut că făcea ceea ce era mai bine pentru ea. Bella îl iartă și își exprimă din nou dorința de a deveni vampir, însă Edward tot nu este de acord, fiind de părere că el și familia lui o pot proteja de Volturi. Fata decide să îi roage pe cei din familia Cullen să voteze asupra acestui fapt, și toți votează pentru ea, mai puțin Edward și Rosalie. Edward însă este de acord ulterior să o transforme chiar el în vampir, dar numai cu condiția ca ea să se mărite cu el.

## Coperta și semnificația titlului

Coperta ediţiei în limba engleză a cărţii „Lună nouă”

Stephenie Meyer a spus că floarea de pe copertă nu are nicio semnificație în povestea ei, arătând că ea nu a fost în niciun fel implicată în designul coperții.
Titlul se referă la cea mai întunecată dintre fazele lunii, indicând astfel faptul că Bella trece printr-o perioadă întunecată din viața ei.

## Premii și nominalizări
- Luna nouă a atins prima poziție în „Bestseller List for Children's Chapter Books” (New York Times) în a doua săptămână de când a intrat pe listă, și a rămas acolo pentru unsprezece săptămâni, petrecând în total peste treizeci de săptămâni în acest clasament.

## Critici
- Cititorii au scris pe DearAuthor.com că „[Stephenie Meyer] a portretizat-o [pe Bella], intenționat sau nu, drept o egoistă care nu poate supraviețui decât cu ajutorul unui bărbat.”[3]
- Site-ul AvidBookReader.com a precizat că „Protagonista și naratoarea, Bella, se întâmplă să fie cel mai slab personaj din toată seria și cel mai enervant”[4]
- Alte critici spun că „Pe la mijloc, povestea își pierde cumva din ritm, și fanii ar putea să aștepte cu nerăbdare întoarcerea vampirilor. Totuși, evenimentele din 'Luna nouă', vor lăsa fanii lui Meyer nerăbdători să citească urmarea”[5]

## Adaptarea cinematografică
Adaptarea după Luna nouă a avut premiera pe 20 noiembrie 2009. Kristen Stewart, Robert Pattinson și Taylor Lautner au reluat rolurile Bellei, lui Edward și respectiv lui Jacob. Directorul filmului este Chris Weitz, iar scenariul este scris de Melissa Rosenberg, cea care a scris și scenariul pentru Amurg.
Pe 13 decembrie 2008, Summit Entertainment a lansat rezumatul filmului Luna nouă: „Bella Swan e devastată de plecarea bruscă a iubitului ei, Edward Cullen, dar starea ei de spirit se îmbunătățește datorită prieteniei cu Jacob Black. Deodată, ea se trezește azvârlită în lumea vârcolacilor, vechi dușmani ai vampirilor, și vecea ei loialitate este supusă unui test.”